# Separación del cristianismo primitivo y el judaísmo rabínico

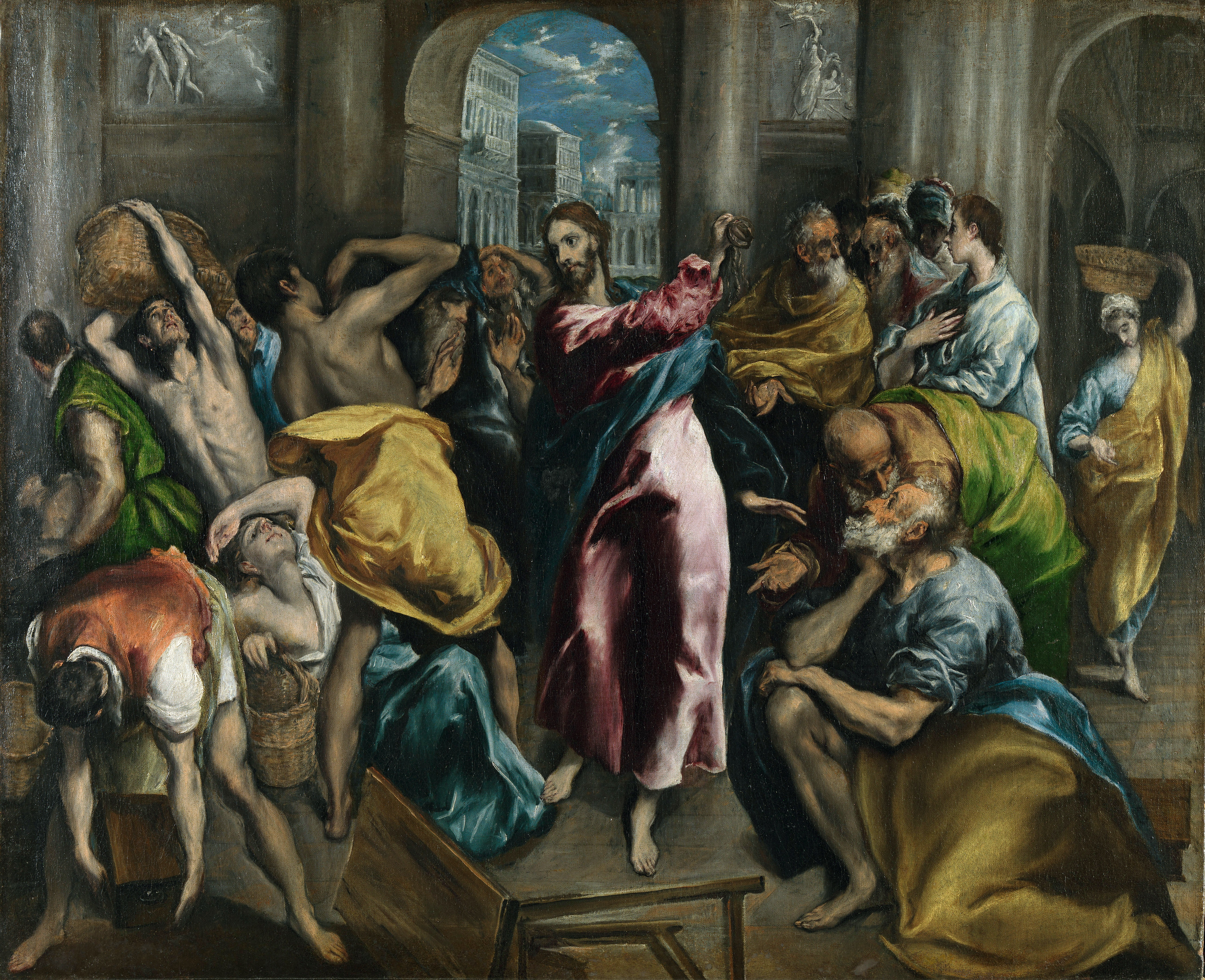
Cristo expulsa a los mercaderes del Templo, del Greco, 1600.

La separación del cristianismo primitivo y el judaísmo rabínico fue el proceso de ruptura entre ambas religiones abrahámicas sucedido a partir de la primera mitad del siglo I, con la aparición del judeocristianismo, basado en la figura de Jesús de Nazaret y su proclamación como el Mesías/Cristo. Comúnmente, la división entre el judaísmo y el cristianismo es atribuida a una serie de eventos sucedidos tras la crucifixión de Jesús: el concilio cristiano de Jerusalén (c. 50 d. C.), la destrucción del Segundo Templo y la institución del «impuesto judío» (70 d. C.), la reinstalación del Sanedrín judío en Yavne (c. 70-90 d. C.) y la revuelta de Bar Kojba (132-135 d. C.). Así, surgidos desde un mismo tronco común (el diverso judaísmo del Segundo Templo) y tras varios siglos, el judaísmo rabínico y el cristianismo primitivo se configuraron como dos confesiones religiosas separadas.
La visión tradicional era que el judaísmo existió antes del cristianismo, y que el segundo se separó del primero en algún momento después de la destrucción del Segundo Templo. Así, el descenso del «cristianismo judío» apostólico y el ascenso del «cristianismo gentil» paulino separaron al movimiento protocristiano de sus raíces judías. Por su parte, el judaísmo puso fin a sus controversias sectarias, expulsó a los cristianos judíos e impuso un aislamiento del mundo gentil. De este modo, a principios del siglo II, las realidades distintas de judíos y cristianos eran ya evidentes. Para cuando los Tanaim redactaron la Mishná y los padres de la Iglesia compusieron sus epístolas y apologías, ambas religiones se habían convertido en diferentes «en esencia y definición».
Sin embargo, durante el período del Segundo Templo, la realidad del judaísmo mostraba una pluralidad de movimientos, entre los cuales dos se convertirían posteriormente en el judaísmo rabínico y el cristianismo ortodoxo. Así pues, a finales del siglo I, todavía no existían dos creencias separadas llamadas «judaísmo» y «cristianismo», sino que ambas formaban parte de una familia religiosa compleja («gemelos en el útero») que finalmente se desarrollaron en formas dominantes en cada extremo de su propia rama en el «árbol de la evolución religiosa». La construcción de ambas religiones como mutuamente excluyentes sería iniciada por los heresiologistas judíos proto-rabínicos y cristianos proto-ortodoxos.

## Antecedentes (siglos VI-I a.C.)

### Contexto histórico

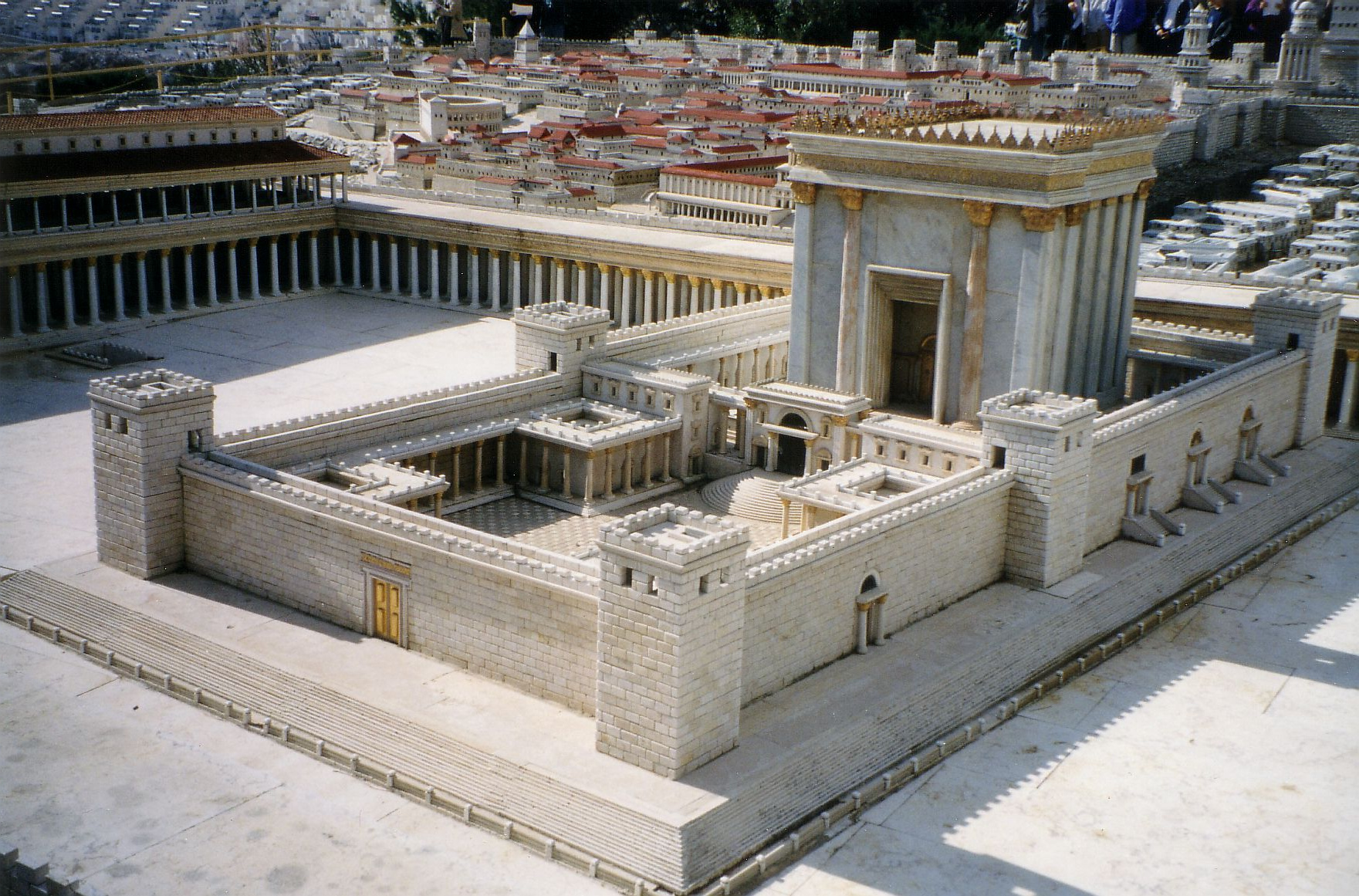
Reconstrucción moderna del Segundo Templo de Jerusalén después de su renovación durante el reino de Herodes el Grande.

En 586 a. C., el rey babilónico Nabucodonosor capturó Jerusalén, destruyó el Templo de Salomón y deportó a la élite de la población a Babilonia (el «exilio babilónico»). En 539 a. C., la propia Babilonia cayó en manos del conquistador persa Ciro y se permitió a los exiliados regresar a la provincia persa de Judá, Yehud Medinata (538 a. C.). Bajo el mando de Zorobabel, los judíos reconstruyeron Jerusalén y el Templo (520-515 a. C.). Los judíos que permanecieron en Babilonia y los que inmigraron a Egipto (junto a otras comunidades que se extendían desde el norte de África hasta Asia Menor, Grecia y Roma) formaron la diáspora, la gran comunidad de judíos que vivían fuera de Judea.
Las conquistas de Alejandro Magno en 334-325 a. C. difundieron la cultura y la colonización griegas (un proceso de cambio cultural llamado helenización) en tierras no griegas. Tras su muerte, Judea cayó en manos de los ptolomeos, los descendientes de uno de los generales de Alejandro que gobernaba Egipto. En 200 a. C., Israel y Judea fueron conquistados por los seléucidas, los descendientes de otro general griego que gobernaba Siria. En alrededor de 167 a. C., Antíoco IV Epífanes intentó suprimir el culto judío; esto provocó una revuelta (la revuelta macabea) que finalmente condujo al fin efectivo del control griego sobre Jerusalén y un reino de Judea independiente bajo el mando de los asmoneos, sucesores de los macabeos.
La dinastía asmonea se desintegró como resultado de la guerra civil entre los hijos de Salomé Alejandra: Hircano II y Aristóbulo II. La intervención romana en la guerra civil en Judea fue dirigida por Pompeyo el Grande, tras su campaña de conquista y anexión de Siria. Su conquista de Jerusalén, sin embargo, supuso el fin de la independencia judía y la incorporación de Judea como reino cliente de la República romana. En 37 a. C., los romanos reemplazaron a los asmoneos por Herodes el Grande y, tras su muerte, convirtieron a Judea en una provincia bajo el dominio directo de Roma.

### La pluralidad del judaísmo del Segundo Templo

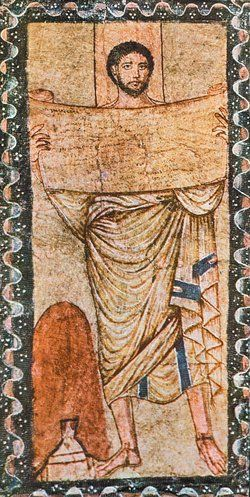
Ezra leyendo la Ley (Dura-Europos, mediados del).

El cautiverio babilónico tuvo grandes efectos sobre la cultura judía: la antigua religión israelita llegó a su fin y dio paso de forma definitiva al monoteísmo judío. Además, la Torá (los libros de Génesis, Éxodo, Levítico, Números y Deuteronomio) fue plasmada y comenzó a ser considerada como el texto autorizado para los judíos. Fueron compuestos otros libros de la Biblia hebrea (los libros de Job, partes de Proverbios, posiblemente Eclesiastés, los Salmos, los últimos diez capítulos de Isaías, Hageo, Zacarías, Malaquías y quizás Joel). Así, el judaísmo se centró en la lectura y el estudio de las Escrituras, en el Templo mismo y en un ciclo de sacrificio continuo de animales de profundo significado religioso.
El concepto del pueblo judío como pueblo elegido por Dios dio lugar a innumerables movimientos de ruptura, cada uno de los cuales declaró que solo ellos representaban la santidad judía, el «verdadero Israel». Por consiguiente, el judaísmo del Segundo Templo se dividió en facciones teológicas, en particular los fariseos y los saduceos, además de numerosas sectas más pequeñas como los esenios, movimientos mesiánicos (como lo sería posteriormente el cristianismo primitivo), corrientes nacionalistas como los zelotes y tradiciones estrechamente relacionadas como el samaritanismo.

### El ascenso del mesianismo judío

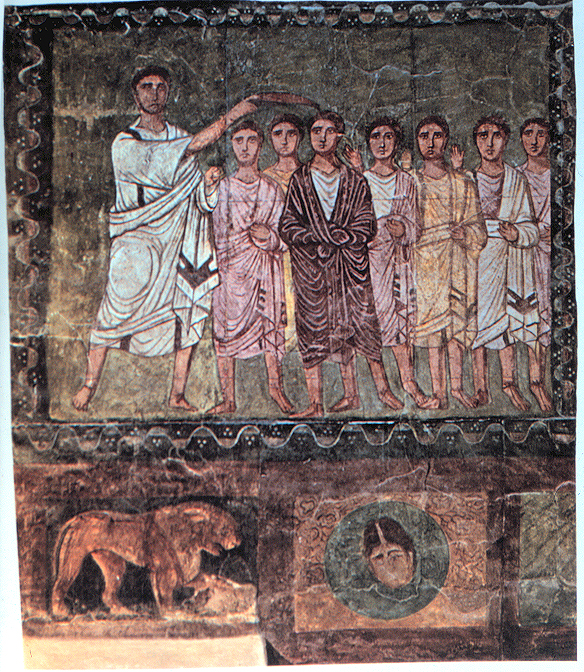
Samuel ungiendo a David (Dura-Europos, mediados del).

A principios del período del Segundo Templo, las Escrituras judías comenzaron a describir la esperanza en un futuro mejor. Después del regreso del exilio en Babilonia, el rey persa Ciro el Grande fue llamado «mesías» en Isaías, debido a su papel en el regreso de los judíos exiliados. De allí en adelante, se desarrollaron múltiples ideas mesiánicas, desde las expectativas políticas terrenales hasta las expectativas apocalípticas de un tiempo final en el que los muertos resucitarían y el Reino de Dios se establecería en la tierra.
El Mesías podría ser un rey «Hijo de David» o un «Hijo del hombre» más celestial, pero «el mesianismo se volvió cada vez más escatológico, y la escatología fue influenciada decisivamente por el apocalipticismo». Poco a poco, las expectativas mesiánicas se centraron en la figura de un salvador individual, donde «el Mesías ya no simbolizaba la llegada de la nueva era, sino que se suponía que de alguna manera iba a producirla». Las ideas mesiánicas se desarrollaron tanto por nuevas interpretaciones (pésher, midrash) de las Escrituras judías como por revelaciones visionarias.
No hay textos judíos anteriores al siglo II a. C. que mencionen explícitamente a un líder mesiánico, aunque algunos términos apuntan en esta dirección y otros (como el «Siervo sufriente» de Isaías 53) fueron posteriormente reinterpretados como tales. Fue en esa época durante la cual el brutal régimen de Antíoco IV Epífanes (167 a. C.) llevó a renovadas expectativas mesiánicas, reflejadas en el libro de Daniel. Su gobierno terminó con la revuelta de los macabeos y la instalación de la dinastía hasmonea, que duró hasta el reinado de Herodes el Grande. Con el fin de la independencia judía, la creencia en un líder mesiánico se desarrolló aún más. El rechazo a las potencias extranjeras que gobernaron Judea contribuyó (pero no fue la única causa) al surgimiento del género apocalíptico.
El Apocalipsis Animal (c. 160 a. C.) fue el primer texto en hacer referencia a un líder mesiánico del tiempo del fin; pero después de ese tiempo, solo algunos apocalipsis (y algunos textos no apocalípticos con enseñanzas apocalípticas o escatológicas) se refieren a un líder mesiánico. En los textos de Qumrán, los Salmos de Salomón y las Similitudes de Enoc, «tanto los gobernantes extranjeros como los nativos son castigados y se ponen las esperanzas en un mesías (o varios mesías) que pondrá fin a la presente era maligna de injusticia». Las imágenes y el estado del mesías en los diversos textos son bastante diferentes, pero los mesías apocalípticos son solamente algo más exaltados que los líderes retratados en los textos no apocalípticos. El judaísmo reconocía a múltiples mesías, siendo los dos más relevantes el Mashiaj ben Yosef y el (tradicional) Mashiaj ben David.
El Libro de Enoc (1 Enoc, c. 300-100 a. C.) fue el primer texto que contuvo la idea de un Mesías celestial preexistente, llamado el «Hijo del Hombre». Junto a 4 Esdras, transformó la expectativa de un mesías real de Daniel 7 en «un mesías exaltado y celestial cuya función sería ejecutar el juicio e inaugurar una nueva era de paz y regocijo». Se le describe como un ser angelical, «elegido y escondido con Dios antes de la creación del mundo, y permanecerá en su presencia para siempre». El Mesías era la encarnación de la justicia y la Sabiduría, sentado en un trono en el cielo, y sería revelado al mundo al final de los tiempos, cuando juzgue a todos los seres.

### La resurrección de los muertos

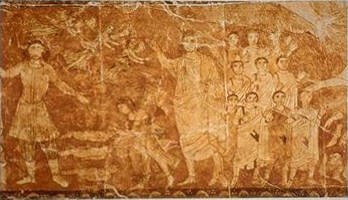
La resurrección de los muertos (Dura-Europos, mediados del).

Durante el período del Segundo Templo se desarrolló una diversidad de creencias sobre la resurrección. La idea de la resurrección aparece en los registros bíblicos en el libro de Daniel, durante el siglo II a. C. (Daniel 12:1-3), pero es controvertido si se refiere a una resurrección del alma sola o una resurrección concreta (corporal). En todo caso, el concepto de resurrección del cuerpo físico se encuentra claramente por primera vez en el judaísmo posbíblico en 2 Macabeos, a través de la reconstitución de la carne. La resurrección de los muertos también aparece en detalle en el libro de Enoc, 2 Baruc y 2 Esdras. Parece que existen referencias dentro los textos del Mar Muerto a alguna forma de resurrección en 4Q521, Pseudo-Ezequiel y 4QInstruction.
La comprensión del concepto de la resurrección varió entre las múltiples sectas judías de la época. Josefo explicó las ideas de las tres sectas judías principales del siglo I: los saduceos sostenían que tanto el alma como el cuerpo perecían al morir; los esenios, que el alma era inmortal pero no la carne; y los fariseos, que el alma era inmortal y que el cuerpo resucitaría para albergarlo. Sin embargo, la evidencia de los textos judíos y de las inscripciones de las tumbas apunta a una realidad más compleja. El propio Josefo trató de representar a las sectas judías como escuelas filosóficas griegas, esforzándose en alinear a los epicúreos con los saduceos, los pitagóricos con los esenios y los estoicos con los fariseos.
Los saduceos no creían en la resurrección, siguiendo una interpretación bastante estricta y conservadora del Antiguo Testamento, negando cualquier vida futura significativa. Josefo describe que no creían en «la persistencia del alma después de la muerte, de castigos en el mundo inferior ni de recompensas», es decir, no solo negaban la resurrección, sino que también la existencia de cualquier estado intermedio. En Sabiduría, un libro cercano a las ideas saduceas, se describe como «el muerto, como quien ya no existe, ignora la alabanza; solo el vivo y el sano glorifican al Señor».
Los esenios tenían su principal preocupación en la pureza presente, no el destino futuro. Nunca arguyeron en contra ni a favor de quienes negaban o aceptaban la resurrección de los muertos, pero cuando surgía el tema, era considerada el resultado natural de la soberanía del Dios de Israel sobre todos los males, incluyendo la muerte. En todo caso, «la esperanza futura de los esenios era una extensión, más allá de la muerte y en el mundo futuro, de su experiencia religiosa presente».
Los fariseos creían en la resurrección de la carne. Josefo (él mismo fariseo) describió que los fariseos sostenían que solo el alma era inmortal y las almas de las personas buenas «pasarán a otros cuerpos», mientras que «las almas de los impíos sufrirán el castigo eterno». Pablo, que también era fariseo, señaló que en la resurrección lo que «se siembra un cuerpo natural, resucita un cuerpo espiritual»; en otras palabras, sostuvo que el cuerpo era físicamente resucitado (sōma), restaurado a la vida, pero animado por el espíritu (pneumatikos) en lugar del alma (psuchikos).
Pese a que «la creencia en la resurrección estaba lejos de ser una doctrina establecida del judaísmo del Segundo Templo», formaba parte de las creencias
generales de la mayoría de los judíos a inicios de la era común. Esto fue vital para el desarrollo del cristianismo, en el que la resurrección de Jesús juega un papel central: sin la doctrina de la resurrección, ese movimiento mesiánico habría desaparecido, como tantos otros que siguieron a numerosas figuras judías carismáticas del siglo I.

## Los orígenes del cristianismo (sigloI)

### El ministerio de Jesús

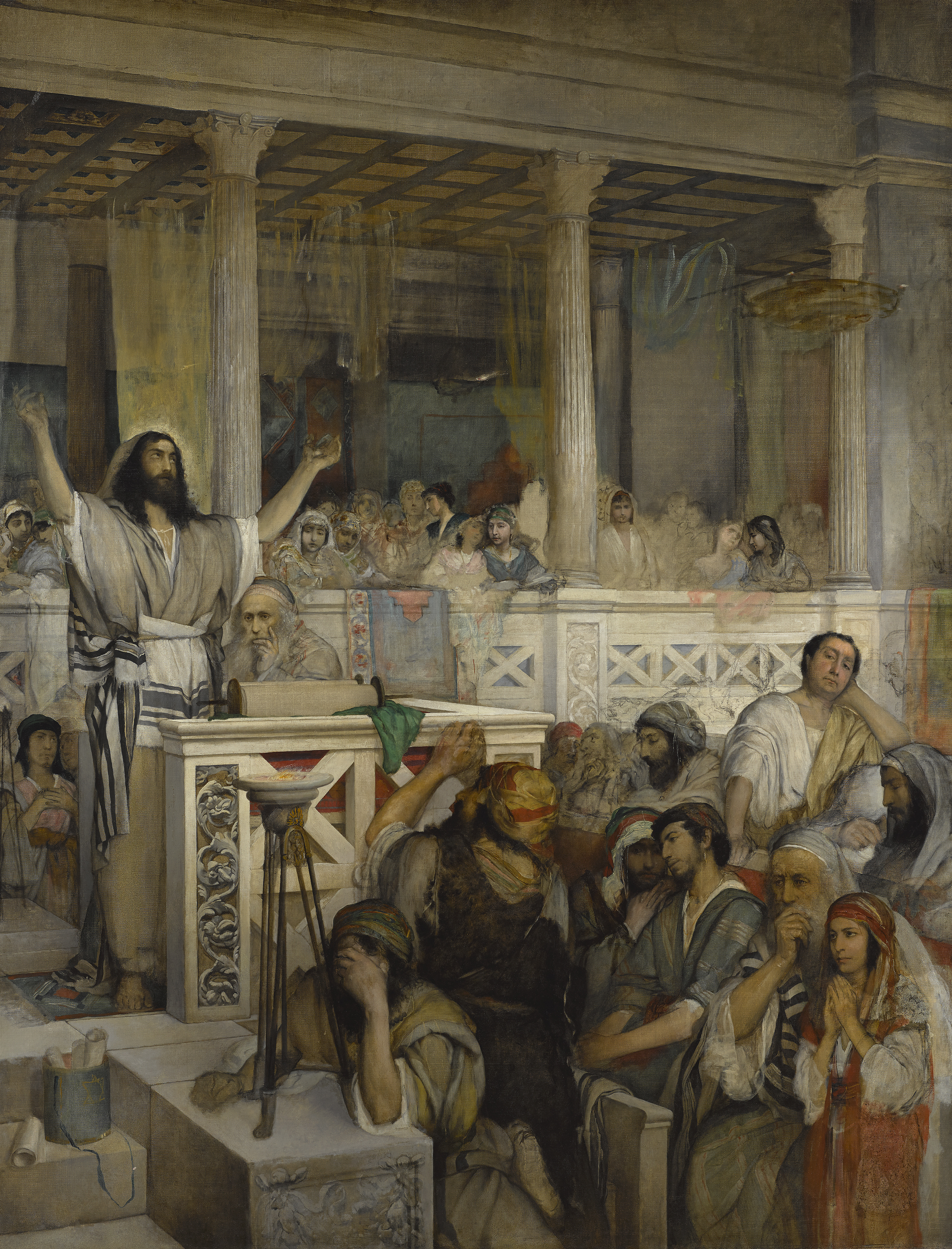
Cristo predicando en la Sinagoga, de Maurycy Gottlieb (1878-79).

Jesús nació en c. 4 a. C., probablemente en Nazaret (aunque los relatos evangélicos ubican su cuna en Belén), siendo el primogénito de José y María. Los Evangelios asocian su nacimiento al reinado de Herodes el Grande. Fue un judío galileo, dentro de una familia judía común. José, su padre, murió antes que él comenzara su ministerio. Los demás miembros de su familia, su madre María, sus hermanos Santiago, José, Judas y Simón y sus hermanas anónimas, son mencionados por los Evangelios durante su ministerio. Jesús vivió en Galilea y Judea y no predicó ni estudió en ningún otro lugar. Podía leer, parafrasear y debatir las Escrituras, pero esto no significa necesariamente que recibió entrenamiento formal de escribas, dada la divergencia de sus puntos de vista del trasfondo religioso existente en su tiempo. Hablaba arameo y es posible que también hablara hebreo y griego.
El ministerio de Jesús se desarrolló en la Judea romana, comenzó con su bautismo cerca del río Jordán por Juan el Bautista (c. 27-29 d. C.) y terminó en Jerusalén, después de la Última Cena con sus discípulos (c. 30-36 d. C.). Durante este periodo, debatió con las autoridades judías sobre el tema de Dios, realizó curaciones, enseñó en parábolas y reunió seguidores. Los críticos judíos de Jesús consideraban que su ministerio era escandaloso porque se deleitaba con los pecadores, fraternizaba con las mujeres y permitía a sus seguidores arrancar grano en sábado. Su práctica de comer con la gente humilde que curó desafió las expectativas de la sociedad judía tradicional. Su conducta causó tanto escándalo que lo acusaron de glotón y borracho.
El tema principal de la enseñanza de Jesús era el Reino de Dios, y presentó esta enseñanza en parábolas que eran sorprendentes y, a veces, confusas. Enseñó sobre la Ley judía, buscando su verdadero significado, a veces en oposición a otras tradiciones. Puso el amor en el centro de la Ley, y seguir esa Ley era una necesidad apocalíptica. Sus enseñanzas éticas pedían perdón, no juzgar a los demás, amar a los enemigos y cuidar de los pobres. Enseñó que Dios estaba dando generosamente a las personas la oportunidad de arrepentirse. Es posible que fuera considerado por sus contemporáneos como un rabino; la mayoría de sus enseñanzas eran totalmente aceptables en términos del judaísmo del Segundo Templo. Además, realizaba milagros, atribuyéndolos a la fe de los sanados y relacionándolos con la profecía de los últimos tiempos. Los Evangelios registran que la mayoría eran curaciones por fe, exorcismos, resurrección de muertos y control sobre la naturaleza. 
Jesús eligió a doce discípulos (los «Doce»). Representaban a las doce tribus originales de Israel, que serían restauradas una vez que se instituyera el gobierno de Dios. La palabra apostolos se refiere a ellos, y fueron elegidos específicamente por Jesús para ser sus seguidores más cercanos, enviándolos a sanar y proclamar el Reino de Dios. Además, Jesús aceptó de manera controvertida a mujeres y pecadores (aquellos que violaron las leyes de pureza) entre sus seguidores. Las mujeres (como María Magdalena) siguieron a Jesús durante un período de tiempo considerable durante su ministerio en Galilea y su último viaje a Jerusalén.
Jesús enseñó y se refirió a sí mismo como el «Hijo del Hombre», que pronto vendría en nubes de gloria para reunir a los elegidos, vinculado a la figura escatológica de Daniel. Además, se consideraba el «Mesías»; si bien los judíos de la época esperaban a un redentor divino que restauraría a Israel, que había sufrido la conquista y ocupación extranjeras durante cientos de años. Los Evangelios se refieren a él no solo como un mesías, sino en forma absoluta como «el Mesías» o, equivalentemente, «el Cristo». Jesús enseñó a sus discípulos que era el «Hijo de Dios», con plena autoridad para hablar y actuar en su nombre. Jesús afirmó su propia autoridad como algo separado de cualquier autoridad previamente establecida, basándose en su sentido de conexión personal con el Dios de Israel.
Jesús y sus seguidores dejaron Galilea y viajaron a Jerusalén, en Judea. En esa época, la ciudad estaba llena de judíos que habían venido para la Pascua, tal vez comprendidos entre 300.000 y 400.000 peregrinos. Jesús pudo haber entrado en Jerusalén en un burro como un acto simbólico, contrastando con la entrada triunfal que haría un conquistador romano o para promulgar una profecía en Zacarías. Causó disturbios en el Templo, el centro de la autoridad civil y religiosa judía, posiblemente asociado a la profecía de Jesús de que el edificio sería totalmente demolido. Tras una última comida con sus discípulos, uno de ellos lo traicionó, causando su arresto por las autoridades del Templo y su entrega a las autoridades romanas. Fue ejecutado por orden de Poncio Pilato, el prefecto romano de Judea.

### Comprensión de Jesús como el Mesías
La muerte de Jesús fue interpretada como una muerte redentora «por nuestros pecados», de acuerdo con el plan de Dios que figura en las Escrituras judías. El significado radicaba en «el tema de la necesidad divina y el cumplimiento de las Escrituras». La idea derivó probablemente de un razonamiento apologético, «la muerte del Mesías era un evento redentor necesario», demostrando que la muerte de Jesús no fue una sorpresa para Dios. La creencia en la resurrección de Jesús cambió radicalmente sus percepciones, concluyendo que Dios mismo lo exaltó a un estado y autoridad sin precedentes.

### La aparición del cristianismo judío en Jerusalén

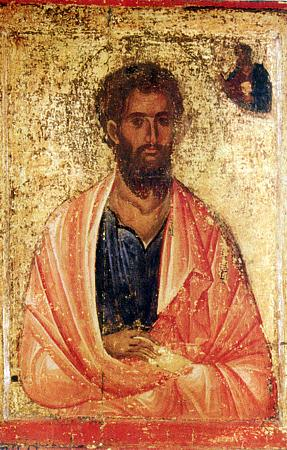
Santiago el Justo ocupaba el primer lugar en la iglesia de Jerusalén como líder y portavoz de la comunidad cristiana judía, legitimado por la aparición de su hermano resucitado.

Los primeros seguidores de Jesús eran esencialmente todos étnicamente judíos o judíos prosélitos. Los judeocristianos, como fieles judíos religiosos, continuaron asistiendo diariamente al Templo, practicaron la oración tradicional en el hogar judío, mostraron una observancia similar de la piedad judía tradicional (como el ayuno, la reverencia por la Torá y la observancia de los días santos judíos). Consideraron el «cristianismo» como una afirmación de todos los aspectos del judaísmo contemporáneo, con la adición de la creencia extra de que Jesús era el Mesías resucitado por Dios, como parte del cumplimiento de las Escrituras.
La creencia en la resurrección de los primeros seguidores de Jesús formó la proclamación de la ekklēsia primitiva. Las apariciones reforzaron el impacto que Jesús y su ministerio tuvieron en sus primeros seguidores, su interpretación dentro de un marco bíblico dio ímpetu a la devoción de Cristo y la creencia en la exaltación de Jesús. Las apariciones también llevaron a la reanudación de la actividad misionera de los seguidores de Jesús. La comunidad apostólica de Jerusalén, basada en la figura de Santiago, el hermano de Jesús, desarrolló un credo (citado posteriormente por Pablo en su primera epístola a los corintios):
Que el Mesías murió por nuestros pecados, conforme a las Escrituras; y que fue sepultado, y que resucitó al tercer día, conforme a las Escrituras; y que apareció a Cefas, y después a los doce. Después apareció a más de quinientos hermanos a la vez, [de los cuales muchos viven aún, y otros ya duermen]. Después apareció a Santiago; después a todos los apóstoles; [y al último de todos, como a un abortivo, me apareció a mí].
Como un «gran estallido» de ideas presentes al comienzo del cristianismo, las primeras reflexiones cristológicas tomaron forma en las primeras décadas de la ekklēsia. Se desarrolló la «cristología alta», la opinión de que «Jesús era un ser divino preexistente que se hizo humano, hizo la voluntad del Padre en la tierra, y luego fue llevado de regreso al cielo de donde él originalmente había venido». La noción de preexistencia estaba profundamente arraigada en el pensamiento judío, y se encontraba en el pensamiento apocalíptico y entre los rabinos de la época.

### La «conversión» de Pablo y el cristianismo paulino

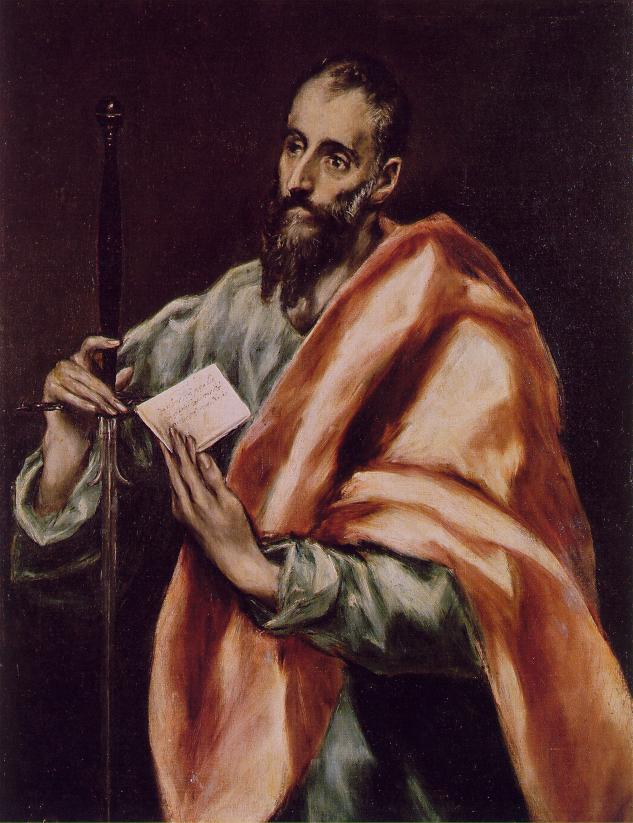
Pablo de Tarso fue el principal difusor del cristianismo entre los gentiles, comisionado en la aparición de Jesús resucitado en el camino de Damasco.

Antes de su conversión, Pablo se describió a sí mismo como «fariseo, hijo de fariseo» y «perseguidor de la iglesia». En el camino de Damasco, Dios lo «llamó por su gracia» y recibió el evangelio «por revelación de Jesús el Mesías», quien se le apareció. La comprensión asociada al significado de la resurrección de Jesús lo llevaron a repensar desde cero todo en lo que había creído, desde su propia identidad hasta su comprensión del judaísmo del Segundo Templo. El efecto transformador del llamado de Pablo influyó en la clara antítesis entre «la justicia basada en la Ley» (que había buscado en su vida anterior) y «la justicia basada en la muerte de Cristo»: un contraste nítido entre la religión nativa de Pablo y la estructura del movimiento que se dedicó a difundir en la Diáspora.
La aparición de Jesús a Pablo lo convenció de que él era el Mesías resucitado, quien lo comisionó para ser apóstol de los gentiles, dentro de una trayectoria del papel profético de Israel frente a las naciones. Pablo se consideró a sí mismo como «el mensajero encargado por la autoridad del Señor mismo de anunciar un nuevo hecho», había sido delegado personal y singularmente por Dios «para producir la recolección predicha (la ‹plenitud›) de las naciones (Romanos 11:25)»: en el ministerio, la muerte y la resurrección de Jesús, «Dios ha actuado decisivamente para revelar y efectuar su propósito de redención para todo el mundo». Los escritos de Pablo enfatizaron la crucifixión, la resurrección y la segunda venida de Jesús.
Pablo criticó tanto teológica como empíricamente las afirmaciones de superioridad moral o lineal de los judíos, mientras que al mismo tiempo sostenía firmemente la noción de un lugar especial para los hijos de Israel; consideraba al universo como dividido en dos comunidades religiosas: Israel y todos los demás, es decir, «las naciones». Sostuvo que la fe en el Mesías (Cristo) era la única decisiva en la salvación de judíos y gentiles por igual. Argumentó que los conversos gentiles no necesitaban convertirse en judíos, circuncidarse, seguir las restricciones dietéticas judías u observar las leyes mosaicas para ser salvos. La oposición de Pablo a la circuncisión masculina para los gentiles seguía las predicciones del Antiguo Testamento sobre que «en los últimos días las naciones gentiles vendrían al Dios de Israel, como gentiles (p. ej., Zacarías 8:20-23), no como prosélitos a Israel». Para Pablo, la circuncisión masculina gentil era, por tanto, una afrenta a las intenciones de Dios.
Insistió en que la salvación es recibida por la gracia de Dios; insistencia en línea con el judaísmo de la época (200 a. C.-200 d. C.), que tenía la misma consideración sobre el pacto de Dios con Israel. La observancia de la Ley es necesaria para mantener el pacto, pero el pacto no se gana observando la Ley, sino por la gracia de Dios. La fe constituyó así el componente central de la doctrina de la justificación de Pablo: los gentiles no necesitaban convertirse en israelitas cuando se tornaban al cristianismo, porque Dios no es solo el Dios de una nación, sino de gentiles y judíos por igual. El mensaje de salvación a través de la fe en el Mesías era opuesto a la sumisión bajo la Ley mosaica: esencialmente proporcionaba una justificación para los gentiles de los duros edictos de la Ley, un Nuevo Pacto que no requería la circuncisión. Sin embargo, al contrario de las propias intenciones de Pablo, la teología del evangelio paulino aceleró la separación de la secta mesiánica de cristianos del judaísmo.

## Las guerras judeo-romanas (siglos I-II)

### La gran revuelta judía y la destrucción de Jerusalén

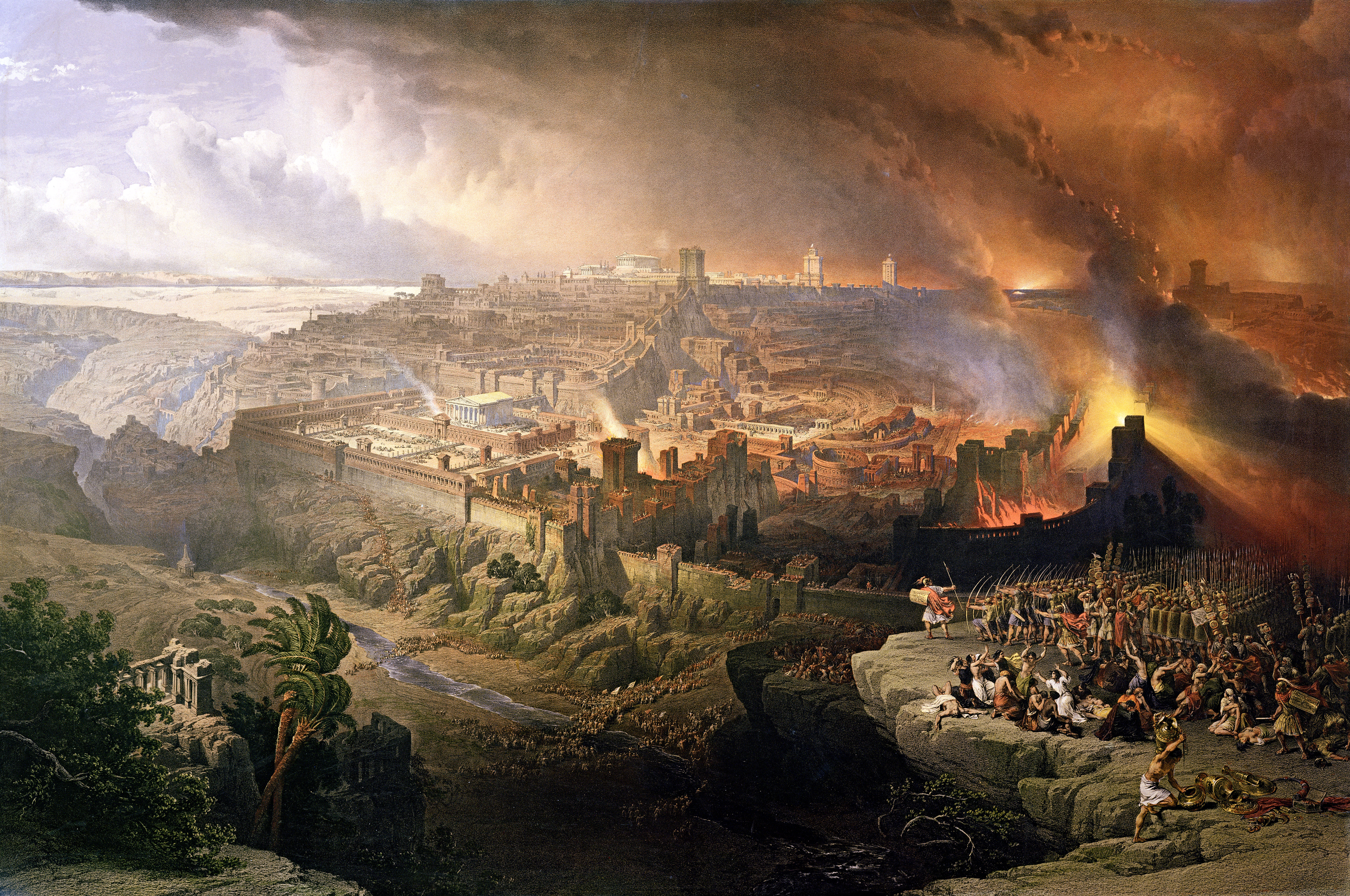
Asedio y destrucción de Jerusalén, de David Roberts (1850).

Para el 66 d. C., el descontento judío con Roma había intensificado. Al principio, los sacerdotes trataron de reprimir la rebelión, incluso llamando a los fariseos por ayuda. Después de la guarnición romana no pudo detener a los helenistas profanar una sinagoga en Cesarea, el sumo sacerdote suspendió el pago del tributo, iniciándose la Gran Revuelta Judía.
Después de la revuelta judía contra la dominación romana en el año 66 d. C., los romanos destruyeron prácticamente Jerusalén. Tras una segunda revuelta, a los judíos no se les permitió entrar en la ciudad de Jerusalén, excepto para el día de Tisha b'Av, y un mayor culto judío quedó prohibido por Roma. El Imperio instituyó el Fiscus judaicus, a los que pagaban el impuesto se les permitió continuar las prácticas judías. Después de la destrucción de Jerusalén y la expulsión de los judíos, el culto judío dejó de ser organizado centralmente alrededor del Templo, la oración tomó el lugar de sacrificio y el culto fue reconstruido alrededor de rabinos que actuaron como maestros y líderes de las comunidades individuales (véase Diáspora judía y concilio de Jamnia).
En el 70 el Templo fue destruido. La destrucción del Segundo Templo fue una experiencia profundamente traumática para los judíos, que ahora se enfrentaban con preguntas difíciles y de mayor alcance:
- ¿Cómo lograr la expiación sin el Templo?
- ¿Cómo explicar el desastroso resultado de la rebelión?
- ¿Cómo vivir en el mundo romanizado post-Templo?
- ¿Cómo conectar tradiciones presentes y pasadas?

La forma como respondieron la gente estas cuestiones dependía en gran medida de su posición antes de la revuelta. Pero la destrucción del Segundo Templo por los romanos no solamente puso fin a la revuelta: marcó el fin de una era. Los revolucionarios como los zelotes habían sido aplastados por los romanos, y tenía poca credibilidad (los últimos zelotes murieron en Masada en el 73). Los saduceos, cuyas enseñanzas fueron tan estrechamente conectadas con el culto del Templo, desaparecieron. Los esenios también desaparecieron, quizá porque sus enseñanzas de alguna manera divergieron de los temas de los tiempos, ya que la destrucción del Segundo Templo no tenía ninguna consecuencia para ellos; precisamente por esta razón, eran de poca importancia a la gran mayoría de los judíos.
Dos grupos organizados se mantuvieron: los primeros cristianos y los fariseos. Algunos estudiosos, como Daniel Boyarin y Paula Fredriksen, sugieren que fue en este tiempo, cuando los cristianos y los fariseos estaban compitiendo por el liderazgo del pueblo judío, que los escritos de los debates entre Jesús y los apóstoles con los fariseos y los pasajes anti-farisaicos se escribieron y se incorporaron en el Nuevo Testamento.

### La composición de los Evangelios canónicos

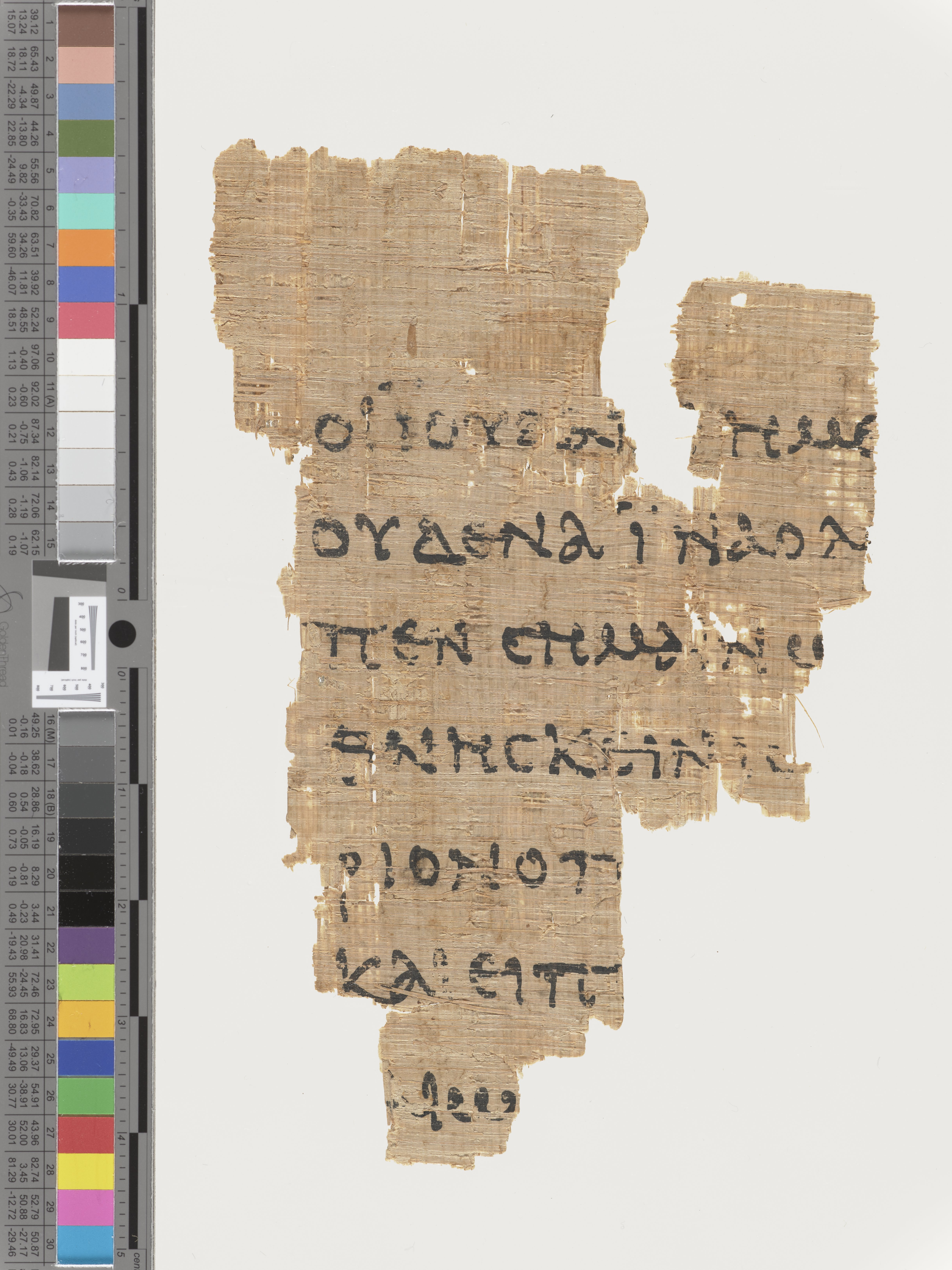
El papiro ^{52}, el fragmento más antiguo conocido de los Evangelios (Juan), data de la primera mitad del.

Inmediatamente después de la muerte de Jesús, sus seguidores esperaban que regresara en cualquier momento, ciertamente dentro de sus propias vidas, y en consecuencia había poca motivación para escribir algo para las generaciones futuras. Sin embargo, cuando los testigos oculares comenzaron a morir y crecieron las necesidades misioneras de los primeros cristianos, crecieron la demanda y la necesidad de versiones escritas de la vida y las enseñanzas del fundador.

### El desarrollo del judaísmo proto-rabínico

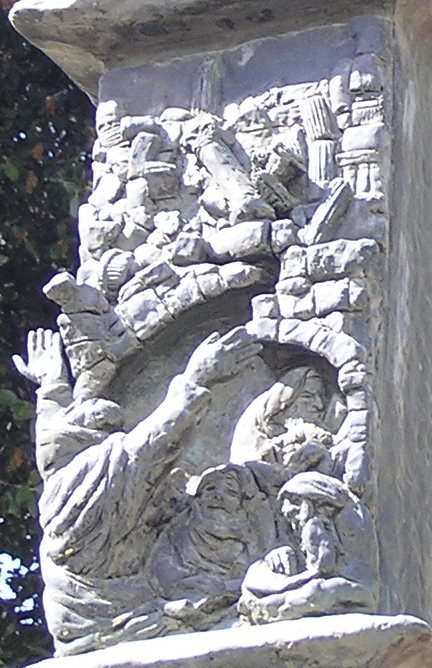
Yohanan ben Zakai (representado en la Menorá de la Knéset) reconstruyó el judaísmo farisaico post-Templo e inició su evolución hacia el judaísmo rabínico.

Durante el siglo I d. C. hubo varias sectas judías: los fariseos, saduceos, zelotes, esenios y los cristianos. Las enseñanzas de los fariseos, que vieron la halajá (ley judía) como un medio por el cual la gente común podría relacionarse con lo sagrado en su vida cotidiana, les proporcionaron una posición desde la cual dar respuesta a los cuatro desafíos de una manera significativa a la gran mayoría de judíos. Los saduceos rechazaban la inspiración divina de los Profetas y los Escritos, confiando sólo en la Torá como inspirada divinamente. En consecuencia, un número de otros principios básicos de sistema de creencias de los fariseos, fueron desestimados por los saduceos.
Después de la destrucción del Segundo Templo en el año 70, el sectarismo vino en gran medida a su fin. El cristianismo sobrevivió, pero rompió con el judaísmo y se convirtió en una religión separada; los fariseos sobrevivieron en forma del judaísmo rabínico, hoy en día, conocido simplemente como «judaísmo». Durante este periodo, Roma gobernó Judea a través de un procurador en Cesarea y un patriarca judío. Un exlíder fariseo, Yohanan ben Zakai, fue nombrado el primer patriarca (la palabra hebrea, Nasí, también significa príncipe o presidente), y se restableció el Sanedrín en Jamnia bajo control farisaico. En lugar de dar el diezmo a los sacerdotes y sacrificar ofrendas en el templo, los rabinos instruyó a los judíos dar dinero a organizaciones benéficas locales y estudiar en las sinagogas, así como para pagar el Fiscus judaicus.
En un hipotético Concilio de Jamnia (c. 85), se afirma a menudo que se condenó a todos los que clamaban que el Mesías ya había venido, y al cristianismo en particular. La oración formulada en cuestión (birkat ha-minim), sin embargo, es considerada por otros estudiosos como nada especial en la historia de las relaciones entre judíos y cristianos. Hay una escasez de pruebas de la persecución de los judíos contra los «herejes» en general, o a los cristianos en particular, en el período comprendido entre el 70 y el 135. Es probable que la condena de Jamnia incluía a muchos grupos, de los cuales los cristianos no eran más que uno, y no significaba necesariamente la excomunión. Que algunos de los padres de la iglesia posteriores solamente recomendaran en contra de la asistencia a las sinagogas hace que sea improbable que una oración anticristiana fuera una parte común de la liturgia de la sinagoga. Los judeocristianos continuaron adorando en las sinagogas durante siglos.
Otras acciones, sin embargo, como el rechazo de la traducción de la Septuaginta, son atribuidos a la «Escuela de Jamnia». Los maestros de la iglesia primitiva y escritores reaccionaron con una devoción aún más fuerte, citando la antigüedad de la Septuaginta y su utilización por los evangelistas y apóstoles. Siendo el Antiguo Testamento citado por los evangelios canónicos (de acuerdo con la primacía griego) y los Padres de la Iglesia griega, la Septuaginta tuvo un estado esencialmente oficial en el mundo cristiano temprano, y todavía es considerado como el texto del Antiguo Testamento en la iglesia ortodoxa griega.

### El desarrollo del cristianismo proto-ortodoxo

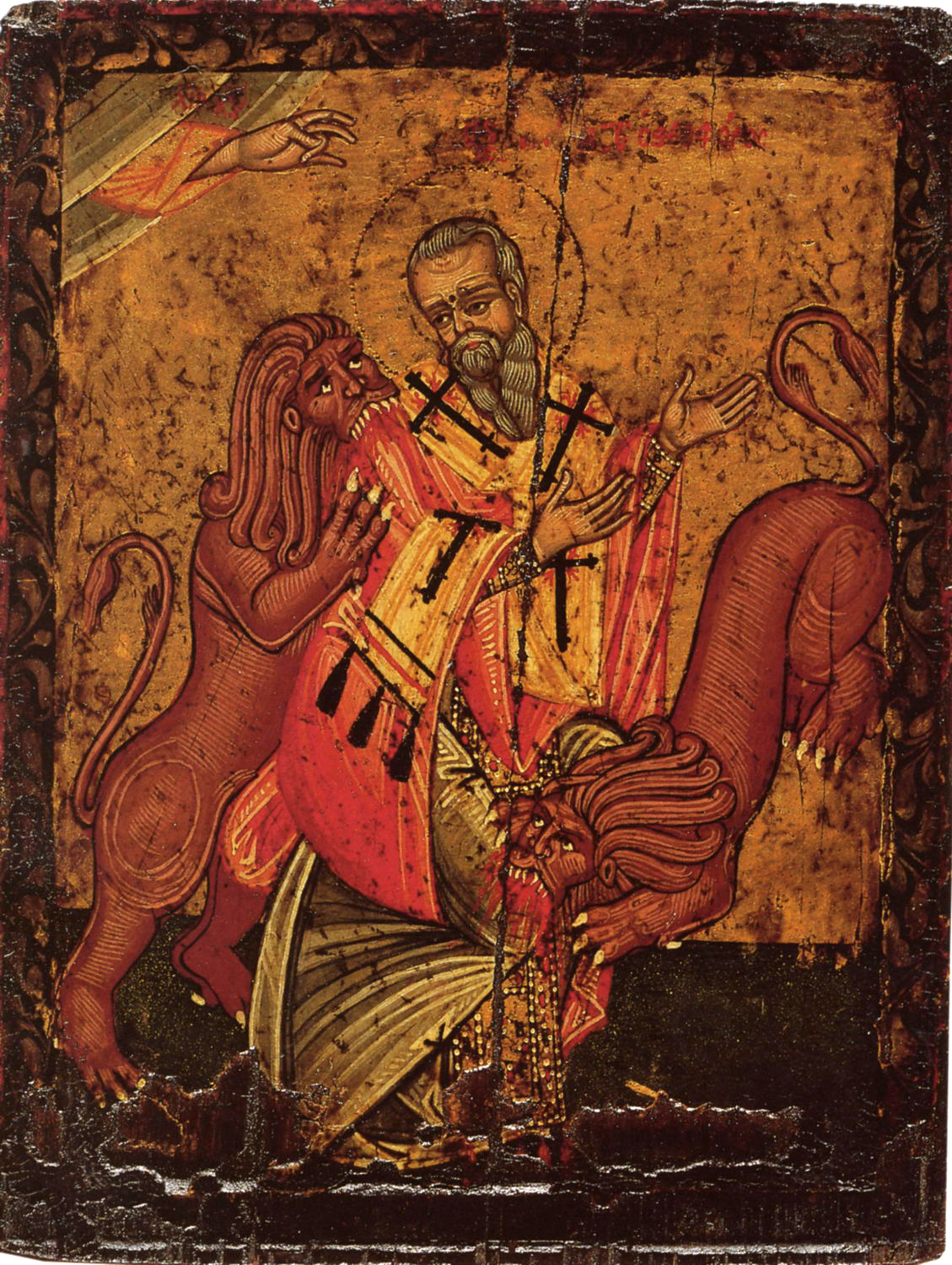
Ignacio de Antioquía fue uno de los primeros «Padres Apostólicos», cuyos escritos sentaron las bases del cristianismo proto-ortodoxo.

Según Shaye J.D. Cohen, el fracaso de Jesús para establecer un Israel independiente, y su muerte a manos de los romanos, causó que muchos judíos lo rechazaran como el Mesías (ver para la comparación: profeta y falso profeta). Los cristianos que profesan el Credo de Nicea, los cuales la mayoría, creen que el «Reino de Dios» se establecerá plenamente en la Segunda Venida de Cristo. A raíz de la destrucción del Templo, y luego de la derrota de Bar Kojba, se afirma que más judíos continuaron atraídos por los rabinos fariseos que por el cristianismo, porque creían que ésta sea una forma de idolatría y, de este modo, antitético a la unidad de Dios expresada en la tradición mosaica (véase Maimónides, Leyes del Rey 11:4). También, los judíos en ese momento estaban esperando un líder militar como Mesías, como Bar Kojba. De acuerdo con la mayoría de los historiadores, las enseñanzas de Jesús eran inteligibles y aceptables en términos de judaísmo del Segundo Templo; lo que estableció a los cristianos aparte de los judíos era su fe en Cristo como el Mesías resucitado. La creencia en un Mesías resucitado se dice que es inaceptable para los judíos que practican el judaísmo rabínico; las autoridades judías han utilizado durante mucho tiempo este hecho para explicar la ruptura entre el judaísmo y el cristianismo. Un trabajo reciente de historiadores pinta un retrato más complejo en los últimos tiempos del judaísmo del Segundo Templo y el cristianismo primitivo. Algunos historiadores han sugerido que, antes de su muerte, Jesús creó entre sus creyentes tal certeza de que el Reino de Dios y la resurrección de los muertos estaban al alcance de la mano, que, con pocas excepciones (Juan 20:24-29) cuando le vieron poco después su ejecución, no tenían ninguna duda de que él había resucitado, y que la restauración del Reino y la resurrección de los muertos estaban cerca, aunque sólo el Preterismo Total propone que todo esto sucedió en el primer siglo. Estas creencias específicas eran compatibles con el judaísmo del Segundo Templo. Los años posteriores a la restauración del Reino, que los judíos esperaban, no tuvieron lugar. Algunos cristianos creen en cambio que Cristo, en lugar de ser el Mesías judío, era Dios hecho carne, quien murió por los pecados de la humanidad, y que la fe en Jesucristo ofreció la vida eterna (véase Cristología).
La base para esta nueva interpretación de la crucifixión y resurrección de Jesús se encuentra en las epístolas de Pablo y en el libro de los Hechos. Los adherentes a la forma moderna del judaísmo talmúdico, cuyo pensamiento está influenciado por categorías religiosas, tienden a ver a Pablo como el fundador de la «cristiandad». Sin embargo, recientemente, el estudioso del Talmud Daniel Boyarin ha argumentado que la teología de Pablo sobre el espíritu está más profundamente enraizada en el judaísmo helenístico de lo que generalmente se cree. En su obra A Radical Jew (Un Judío Radical), Boyarin argumenta que Pablo combinó la vida de Jesús con la filosofía griega para reinterpretar la Biblia hebrea en términos de la oposición platónica entre lo ideal (que es real) y lo material (que es falso). El judaísmo es una religión corporal, en el que la membresía no se basa en la creencia sino más bien en ser descendientes de Abraham, marcado físicamente por la circuncisión, y se centra en la manera de vivir esta vida correctamente. Según Boyarin, Pablo vio en el «símbolo» de un Jesús resucitado la posibilidad de un mesías espiritual más que uno corporal. Utilizó esta noción de Mesías, según Boyarin, para argumentar a favor una religión a través del cual todas las personas, no sólo los descendientes de Abraham, podrían adorar al Dios de Abraham.
A diferencia del judaísmo, que sostiene que es la religión correcta solamente de los judíos, el cristianismo paulino afirmaba ser la religión adecuada para todas las personas.En otras palabras, apelando a la distinción platónica entre lo material y lo ideal, Pablo mostró cómo el espíritu de Cristo podría proporcionar a todas las personas una manera de adorar a Dios, el Dios que previamente había sido adorado solamente por judíos y prosélitos judíos, aunque como ellos afirmó que Él era el único Dios de todos (véase, por ejemplo, Romanos 8:1-4; 2 Corintios 3:3; Gálatas 3:14; Filipenses 3:3). Boyarin intenta erradicar el trabajo de Pablo en el judaísmo helenístico e insiste en que Pablo era totalmente judío. Pero, Boyarin alega, la teología paulina hizo su versión del cristianismo tan atractivo para los gentiles. Sin embargo, Boyarin también ve esta llamada reelaboración platónica de las enseñanzas de Jesús y el judaísmo farisaico como esenciales para el surgimiento del cristianismo como una religión distinta, ya que justifica un judaísmo sin ley judía (véase también el Nuevo Pacto).
Los acontecimientos y las tendencias anteriores llevaron a una división gradual entre el cristianismo y el judaísmo rabínico. Según el historiador Shaye JD Cohen, «el cristianismo primitivo dejó de ser una secta judía cuando dejó de observar las prácticas judías». Se ha argumentado que un factor significativo que contribuyó a la división eran las diferentes interpretaciones teológicas de los dos grupos de la destrucción del Templo. El judaísmo rabínico vio la destrucción como un castigo por descuidar la Torá. Los primeros cristianos, no obstante, lo vieron como un castigo de Dios por el rechazo judío de Jesús, lo que lleva a la afirmación de que el «verdadero» Israel era ahora la Iglesia (véase Supersesionismo). Los judíos creían esta afirmación era escandalosa.

### La rebelión de Bar Kojba

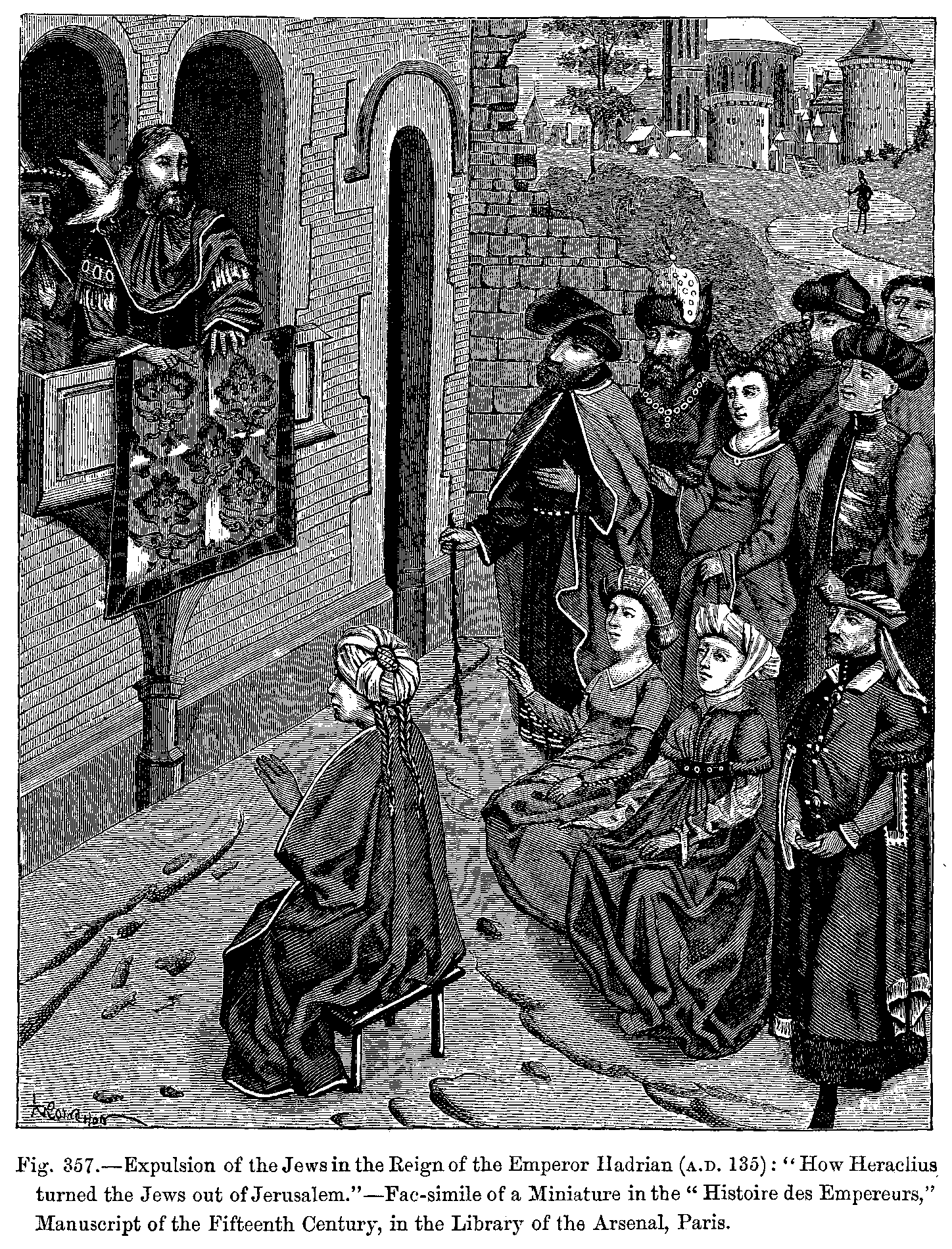
La expulsión de los judíos de Jerusalén por Adriano tras la rebelión de Bar Kojba (representada en miniatura del) incluyó también a los cristianos judíos: los siguientes «obispos de Jerusalén» serían gentiles.

En 132, el emperador Adriano amenazó con reconstruir Jerusalén como una ciudad pagana dedicada a Júpiter, llamada Aelia Capitolina. Algunos de los principales sabios del Sanedrín apoyaron una rebelión (y, por un breve tiempo, un estado independiente), dirigido por Simon bar Kozeba (también llamado Bar Kojba, o «hijo de la estrella»); algunos, como Akiva ben Iosef, creían que Bar Kojba era el mesías, o «ungido». Hasta este momento, un número de cristianos eran todavía parte de la comunidad judía. Sin embargo, ellos no apoyaron ni participaron en la revuelta. Ya sea porque no tenían ningún deseo de luchar, o porque no podían soportar un segundo mesías, además de Jesús, o por el duro trato dado por Bar Kojba durante su breve reinado; estos cristianos también dejaron la comunidad judía en esta época.
Esta revuelta terminó en 135, cuando fueron derrotados Bar Kojba y su ejército. Según un midrash, además de Bar Kojba, los romanos torturaron y ejecutaron a diez principales miembros del Sanedrín. El relato también afirma que esta era la devolución tardía de la culpabilidad de los diez hermanos que secuestraron a José y lo vendieron como esclavo. Es posible que este relato represente una respuesta farisaica a la narración cristiana de la crucifixión de Jesús; en ambos los romanos castigan brutalmente a los rebeldes, que aceptan su tortura como expiación por los crímenes de los demás.

## La construcción del cristianismo primitivo y el judaísmo rabínico (siglos II-III)

### La exclusión de los cristianos judíos
Tras la destrucción de Jerusalén en el año 70, el cristianismo judío entró en declive. Los zelotes, los saduceos y los esenios desaparecieron, pero los primeros cristianos y los fariseos sobrevivieron. La tradición señala que los seguidores judíos de Jesús huyeron a Pella y se establecieron en la región de la Decápolis, al otro lado del río Jordán. Este grupo, originalmente el grupo central del cristianismo, constituyeron una comunidad separada de los cristianos gentiles. Inicialmente, no fueron fueron considerados no ortodoxos; los primeros obispos de Jerusalén fueron judíos: el último de ellos fue Judas Kyriakos, bisnieto de Judas, el hermano de Jesús. Tras la revuelta de Bar Kojba (132-135), Marcos fue nombrado el primer obispo gentil de Aelia Capitolina (la renombrada Jerusalén).
En el siglo II comenzó a surgir la noción de «ortodoxia» y el cristianismo gentil surgió como la única hebra de esta tendencia, por lo que los cristianos judíos comenzaron a ser excluidos, si bien se considera que no hubo una confrontación directa o persecución. La relación de la secta de los primeros seguidores de Jesús con los grupos judeocristianos mencionados posteriormente por los padres de la Iglesia no está del todo dilucidada, pero es clara la continuidad entre esos movimientos. Los nazarenos (grupo que mantenía el nombre original dado los cristianos judíos del siglo I), que mantenían la «ortodoxia» excepto en su adhesión a la ley judía, no fueron considerados heréticos hasta el siglo IV. Jerónimo los describió como «quieren ser judíos y cristianos, pero no son ni judíos ni cristianos». Los ebionitas, aparentemente un grupo escindido de los nazarenos, tuvieron desacuerdos sobre la cristología y el liderazgo y fueron considerados heterodoxos. Después de la condena de los nazarenos, «ebionita» se usó a menudo como un peyorativo general para todas las «herejías» relacionadas.
Así, los cristianos judíos sufrieron el «doble rechazo» post-niceno, tanto por parte del cristianismo ortodoxo como del judaísmo rabínico. La práctica del cristianismo judío se diluyó tanto por cismas internos como por presiones externas y el cristianismo gentil se impuso en los santuarios previamente judeocristianos en Tierra Santa, como la Iglesia del Santo Sepulcro y el Cenáculo, tomando el control total de esas casas de culto a fines del siglo V.

### La formación del antijudaísmo doctrinal cristiano

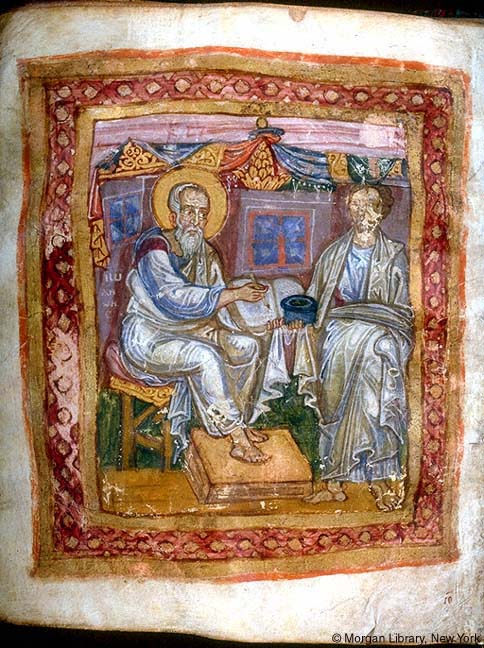
Marción de Sinope (derecha) fue uno de los primeros «heresiarcas» del cristianismo primitivo. Afirmaba una radical irreconciliación entre la revelación de Jesús y el judaísmo, pretendiendo eliminar toda influencia judía del cristianismo.

La Epístola de Bernabé, un apócrifo del Nuevo Testamento escrito a inicios del siglo II, evidencia el creciente sentimiento antijudío entre los primeros cristianos. Es quizás uno de los primeros escritos en insistir tan claramente en la separación de los cristianos gentiles de los judíos observantes. Para su autor, los cristianos son el único pueblo del verdadero pacto y el pueblo judío ya no está en el pacto con Dios: la circuncisión y todo el sistema judío de sacrificios y ceremonias había sido abolido a favor de «la nueva ley de nuestro Señor Jesucristo». Gracias a todo ello, la epístola ha sido calificada como «más antijudía que cualquier otra cosa que haya aparecido en el Nuevo Testamento». Pese a todo, el autor reivindicó las Escrituras del Antiguo Testamento como Escrituras cristianas: la importancia de la carta es que permite una «comprensión del cristianismo primitivo y su herencia judía tardía».
Sin embargo, a mediados del siglo II, surgió un movimiento protocristiano profundamente antijudío denominado «marcionismo». Su impulsor, Marción de Sinope, propugnó que muchas de las enseñanzas de Jesús eran incompatibles con las acciones del Dios del Antiguo Testamento: una radical irreconciliación entre la revelación de Jesús y el judaísmo. Su doctrina pretendía que el cristianismo rompiera con la tradición judía, señalando que había dos principios divinos: el Dios de la ira (de la Biblia hebrea) y el Dios amoroso (del Evangelio), del cual el de los textos cristianos es el Dios supremo. Además, desarrolló un «canon» de las Escrituras, del cual excluyó la Torá y el resto del Antiguo Testamento y la literatura del Nuevo Testamento que consideraba con influencia judía, ofreciendo un texto llamado «Evangelio de Marción» (una versión resumida del Evangelio de Lucas) y diez de las epístolas paulinas (considerando a Pablo como la única fuente fiable de la doctrina auténtica).
El desafío de Marción fue un catalizador para el proceso del desarrollo del canon del Nuevo Testamento, obligando al naciente cristianismo proto-ortodoxo a definir cuáles era los libros canóninos. El Antiguo Testamento fue admitido como autoritativo en la Iglesia, rechazando los postulados del marcionismo (Marción terminó siendo excomulgado por la iglesia de Roma en 144 d. C.), pero señalando debía entenderse e interpretarse a la luz de las convicciones cristianas (siguiendo la línea de la Epístola de Bernabé).

### La compilación de la Mishná
Después de la represión de la revuelta la gran mayoría de los judíos fueron enviados al exilio; poco después (alrededor de 200), Yehudah Hanasí editó conjuntamente juicios y tradiciones en un código de autoridad, la Mishná. Esto marca la transformación del judaísmo fariseo en el judaísmo rabínico. Aunque los rabinos remontan sus orígenes a los fariseos, el judaísmo rabínico, sin embargo, implicaba un rechazo radical a ciertos elementos de fariseísmo, elementos que eran básicos para el judaísmo del Segundo Templo. Los fariseos habían sido partidarios. Los miembros de diferentes sectas sostuvieron entre sí discusiones por la exactitud de sus respectivas interpretaciones, sobre todo los sabios Hilel y Shamai. Después de la destrucción del Segundo Templo, estas divisiones sectarias terminaron. El término «fariseo» ya no se utilizó, no sólo porque era un término más frecuentemente utilizado por los no fariseos, sino también porque el término era explícitamente sectario. Los rabinos afirmaban el liderazgo sobre todos los judíos, y se añadió a la Amidá el Birkat haMinim (véase concilio de Jamnia), una oración que, en parte, clama: «Alabado eres Tú, oh Señor, que destruyes a los enemigos y derrota a los arrogantes», y que se entiende como un rechazo de los sectarios y sectarismo. Este cambio en ningún caso resolvió los conflictos sobre la interpretación de la Torá; más bien, trasladó los debates entre sectas a los debates dentro del judaísmo rabínico.
A medida que los rabinos estaban obligados a enfrentarse a una nueva realidad, principalmente el judaísmo sin un Templo (para servir como centro de enseñanza y estudio) y una Judea existente sin autonomía, hubo un oleada de disertaciones jurídicas y el antiguo sistema de erudición oral no podría mantenerse. Es durante este período que el discurso rabínico comenzó a ser registrado por escrito.
La ley oral fue codificada posteriormente en la Mishná y la Guemará, y es interpretada en la literatura rabínica detallando las decisiones y los escritos rabínicos posteriores. La literatura judía rabínica se basa en la creencia de que la ley escrita no puede entenderse adecuadamente sin recurrir a la Ley Oral (la Mishná).
Muchas de las preocupaciones del judaísmo rabínico especifican qué comportamiento es sancionado por la ley; este cuerpo de interpretaciones se llama halajá (la forma).